# Ghani Yalouz

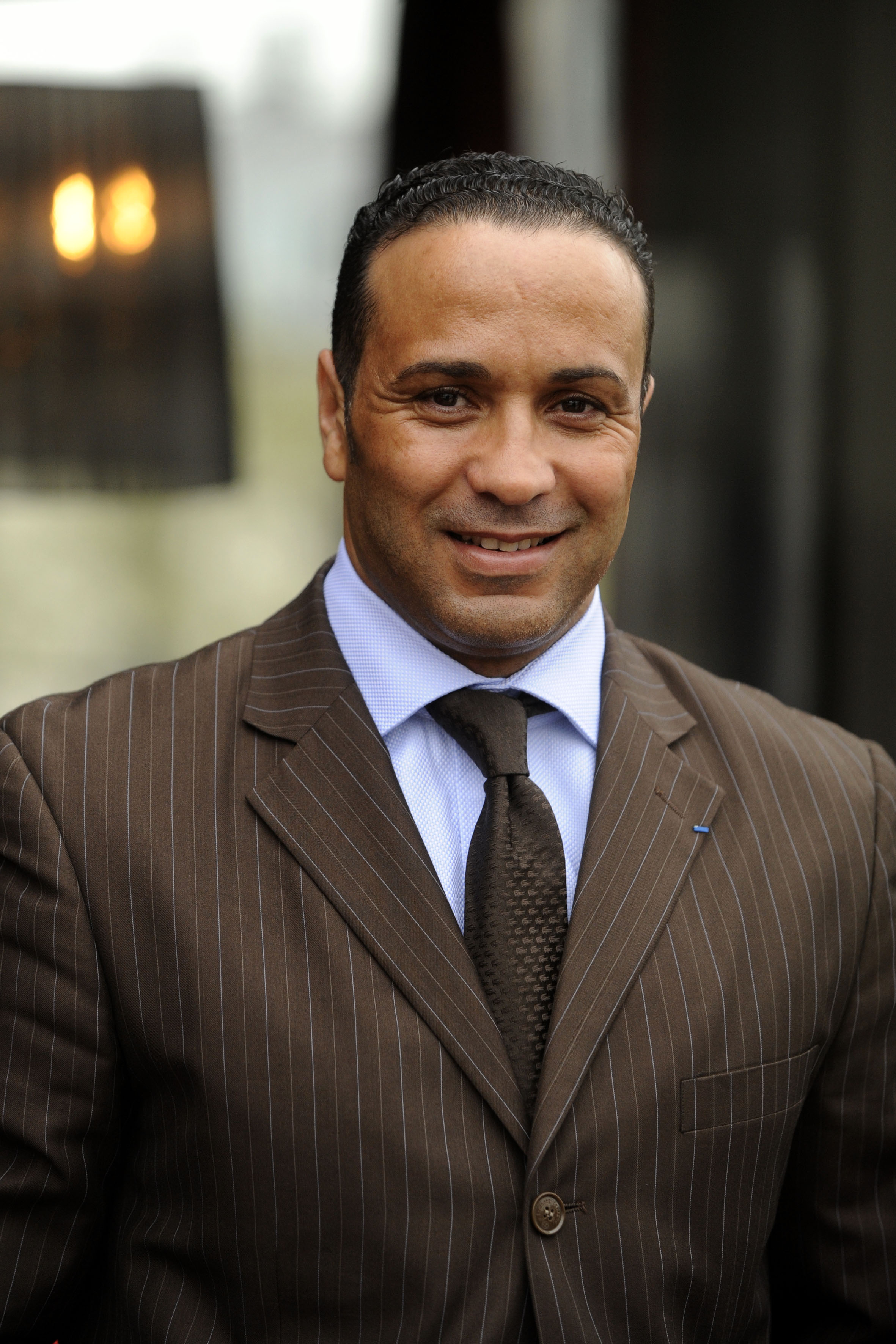
Ghani Yalouz 2009

Ghani Yalouz (* 28. Dezember 1967 in Casablanca, Marokko) ist ein ehemaliger französischer Ringer. Er rang ausschließlich im griechisch-römischen Stil im Leichtgewicht.
2017 wurde er Leiter des französischen Leistungszentrums INSEP.

## Erfolge
- 1989, 3. Platz, EM in Oulu, GR, Lg, hinter Attila Repka, Ungarn und Mnazakan Iskandarjan, UdSSR und zusammen mit Jukka Loikas, Finnland
- 1989, 2. Platz, WM in Martigny, GR, Lg, hinter Claudio Passarelli, Deutschland
- 1990, 2. Platz, Grand Prix, GR, Lg, hinter Passarelli und vor Mircea Constantin, Rumänien
- 1990, 3. Platz, EM in Posen, GR, Lg, hinter Islam Dugutschijew, UdSSR und Petrică Cărare, Rumänien
- 1991, 1. Platz, Mittelmeerspiele in Athen, GR, Lg
- 1991, 5. Platz, WM in Warna, GR, Lg, hinter Islam Dugutschijew, Marthin Kornbakk, Schweden, Stojan Dobrew, Bulgarien und Kim Sung-moon, Südkorea
- 1992, 3. Platz, Grand Prix, GR, Lg, hinter Passarelli und Repka
- 1992, 1. Platz, EM in Kopenhagen, GR, Lg, vor Attila Repka, Waleri Nikitin, Estland und Petrică Cărare
- 1992, 5. Platz, OS in Barcelona, GR, Lg, hinter Attila Repka, Islam Dugutschijew, Rodney Stacy Smith, USA und Cecilio Rodriguez, Kuba
- 1993, 1. Platz, Mittelmeerspiele in Languedoc-Roussillon, GR, Lg
- 1993, 3. Platz, WM in Stockholm, GR, Lg, hinter Islam Dugutschijew und Kamandar Madschydau, Belarus
- 1994, 2. Platz, EM in Athen, GR, Lg, hinter Attila Repka und vor Islam Dugutschijew
- 1994, 2. Platz, WM in Tampere, GR, Lg, hinter Islam Dugutschijew
- 1995, 1. Platz, EM in Besançon, GR, Lg, vor Ryszard Wolny, Polen und Marko Yli-Hannuksela, Finnland
- 1996, 3. Platz, EM in Budapest, GR, Lg, hinter Attila Repka und Alexander Tretjakow, Russland und vor Waleri Nikitin und Yli-Hannuksela
- 1996, 2. Platz, OS in Atlanta, GR, Lg, nach drei Siegen u. a. über Tretjakow (8:0) und Kamandar Madschydau eine 0:7-Finalniederlage gegen den Olympiasieger Ryszard Wolny, Polen
- 1998, 14. Platz, EM in Minsk, GR, Lg, nach einem Sieg über István Györe, Ungarn und einer Niederlage gegen Adam Juretzko, Deutschland
- 1999, 5. Platz, WM in Athen, GR, Lg, nach drei teils deutlichen Siegen eine 1.4-Niederlage gegen Alexander Tretjakow, dem späteren zweiten
- 2000, 11. Platz, OS in Sydney, GR, Lg, mit einem Sieg über Csaba Hirbik, Ungarn und einer Schulterniederlage gegen Waleri Nikitin